# Carralcova
Carralcova est une freguesia (« paroisse civile ») du Portugal, rattachée au concelho (« municipalité ») d'Arcos de Valdevez et située dans le district de Viana do Castelo et la région Nord.